# Wellington Mara

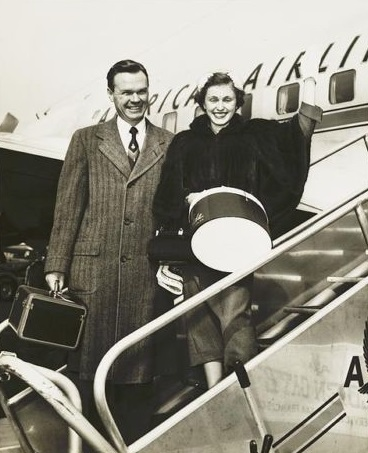
Wellington und Ann Mara 1954

Wellington Timothy Mara (* 14. August 1916 in New York City, New York; † 25. Oktober 2005 in Rye, New York) war ein US-amerikanischer American-Football-Funktionär. Von 1959 bis zu seinem Tod war er Miteigentümer der New York Giants in der National Football League (NFL).
Die Giants wurden 1925 von Tim Mara, Vater von Wellington Mara gegründet. Er startete seine Karriere 1937 als Assistent des damaligen Vereins-Präsidenten, nachdem ihm bereits 1930 im Alter von 14 Jahren Miteigentum an den Giants eingeräumt wurde. Von 1965 bis zu seinem Tode war er Präsident des NFL-Clubs. Mara hatte großen Anteil daran, dass seit den 1960er Jahren die TV-Einnahmen in der NFL an die gesamte Liga ausgeschüttet werden und somit in dieser Hinsicht Chancengleichheit der Teams erreicht wird. 1997 wurde er in die Pro Football Hall of Fame aufgenommen. Nach seinem Tod wurde sein ältester Sohn John Mara Präsident der Giants. Seit 2010 ehren ihn die Giants auf dem New York Giants Ring of Honor.